# اسکار بور
اسکار بور (انگلیسی: Oskar Buur؛ زادهٔ ۳۱ مارس ۱۹۹۸) بازیکن فوتبال اهل دانمارک است.
از باشگاه‌هایی که در آن بازی کرده‌است می‌توان به باشگاه ورزشی آرهوس اشاره کرد.
وی همچنین در تیم‌های ملی فوتبال زیر ۱۷ سال دانمارک، زیر ۱۹ سال دانمارک بازی کرده‌است.